# Christopher Katongo
Christopher Katongo (Mufulira, 31 agosto 1982) è un ex calciatore zambiano, di ruolo attaccante.

## Biografia
È il fratello di Felix Katongo.

## Carriera

### Club
Cominciò la carriera nel Butondo Western Tigers, squadra del campionato zambiano di calcio. In seguito militò in altre due formazioni locali, il Kalulushi Modern Stars e i Green Buffaloes, prima di giocare, dal 2004 al 2007, nel campionato sudafricano nelle file dello Jomo Cosmos.
Nel gennaio 2007 è stato acquistato dal Brøndby, squadra della Superliga danese, e nel 2008 dai tedeschi dell'Arminia Bielefeld.

### Nazionale
Tra il 2003 e il 2016 ha collezionato 105 presenze e 23 gol in nazionale.

## Palmarès

### Club

#### Competizioni nazionali
- Coppa di Danimarca: 1

Brondby: 2007-2008
- China League One: 1

Henan Jianye: 2013
- Coppa dello Zambia: 1

Green Buffaloes: 2015

#### Competizioni internazionali
- Royal League: 1

Brondby: 2006-2007

### Nazionale
- Coppa d'Africa: 1

2012

### Individuale
- Capocannoniere della Coppa d'Africa: 1

2012
- Miglior giocatore della Coppa d'Africa: 1

2012
- BBC African Footballer of the Year: 1

2012